# USS Olympia (1984)
USS Olympia (SSN-717) is een Los Angelesklasse-kernonderzeeër en de tweede onderzeeboot van de Amerikaanse marine met de naam van de Amerikaanse stad Olympia, Washington.

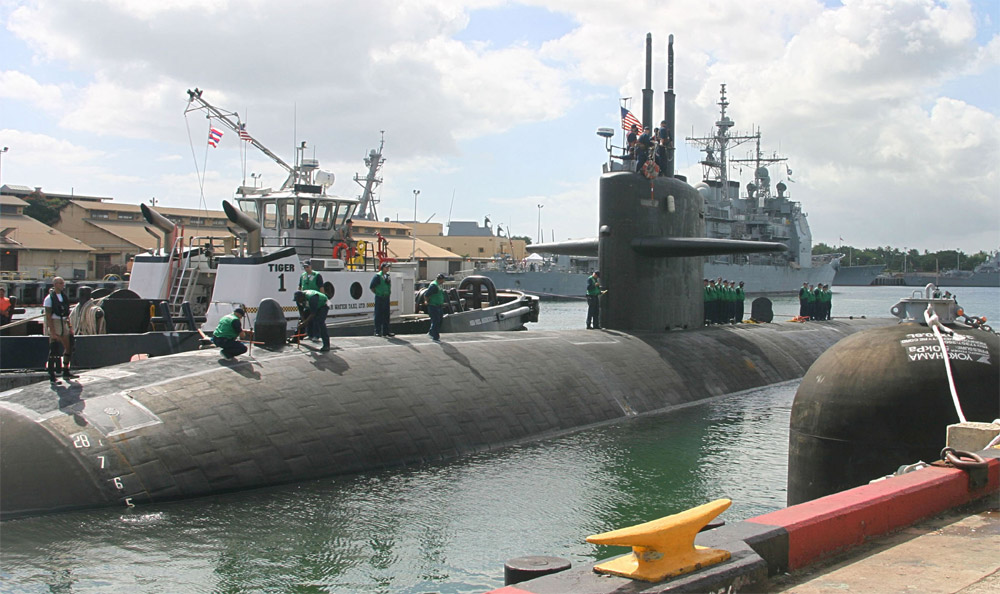
USS Olympia (SSN-717)

## Geschiedenis
Het contract tot het bouwen van deze atoomonderzeeër werd toegekend aan de Newport News Shipbuilding & Dry Dock Company in Newport News, Virginia, op 15 december 1977.
De kiel van de Olympia werd gelegd op 31 maart 1981. De tewaterlating gebeurde op 30 april 1983 en de scheepsdoop door mw. Dorothy Williams. De Olympia werd in dienst gesteld op 17 november 1984, met kapitein-ter-zee William Hughes als bevelhebber. De thuishaven van de Olympia is de marinebasis van Pearl Harbor. De Olympia zal vermoedelijk de Stille Oceaan als primair operatiegebied hebben, maar kernonderzeeërs hebben een lange actieradius.

## USS Olympia (SSN-717)
- Klasse: Los Angelesklasse
- Type: Atoomonderzeeër US Navy
- Bestelling: 15 september 1977
- Gebouwd: 31 maart 1981
- Tewaterlating: 30 april 1983
- In dienst gesteld: 17 november 1984
- Diensttijd: Actief in dienst
- Thuishaven: Pearl Harbor

### Technische gegevens
- Lengte: 110,30 m
- Breedte: 10 m
- Diepgang: 9,70 m
- Aandrijving: Een S6G-drukwaterreactor
- deplacement: 5855 ton (aan de oppervlakte) - 6228 ton (onder water)
- Propeller: 1 grote scheepsschroef
- Snelheid boven water: ong. 15 knopen (28 km/h)
- Snelheid onder water: 32 knopen (59,26 km/h)
- Kostprijs: ong. 900.000.000 dollar
- Bemanning: 110 bemanningen (12 officieren en 98 manschappen)
- Leuze: Este Paratus - (Be Ready, Wees paraat)

### Bewapening
- 4 × torpedobuizen van 21 inch (533 mm) voor Mk-48 torpedo's, Harpoon-antischeepsraketten en Tomahawk-kruisvluchtwapens.[2]